# ロリ・ライヴリー
ロリ・ライヴリー（Lori Lively、1966年 - ）は、アメリカ合衆国の女優。

## 出演作品
- 罰ゲーム（ロニー）